# Pieter d'Hont

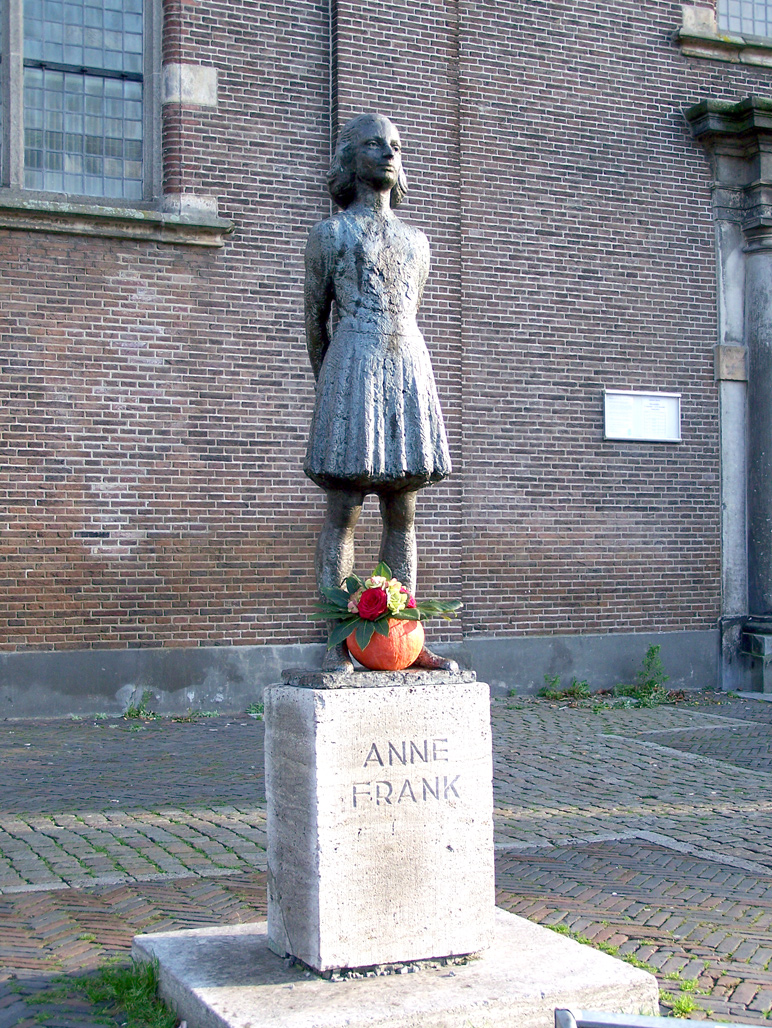
Anne Frank, een beeld in Utrecht gemaakt door Pieter d'Hont in 1959

Pieter Hermanus d'Hont (Hilversum, 24 april 1917 - Utrecht, 12 juni 1997) was een Nederlands beeldend kunstenaar, vooral bekend als beeldhouwer. Hij was de officieuze stadsbeeldhouwer van Utrecht en heeft daar vele beelden achtergelaten, waaronder het beeld van Anne Frank, waar nog iedere dag bloemen bij gelegd worden.
De meeste bekendheid verwierf hij met het beeldje Edison, dat ieder jaar wordt uitgereikt tijdens de Edison Music Awards (vroeger bekend als het Grand Gala du Disque). Andere hoogtepunten uit zijn werk zijn de fontein in Zwijndrecht en het enorme reliëf in het RIVM in Bilthoven dat hij samen met Arie Teeuwisse maakte. Daarnaast portretteerde hij vele bekende Nederlanders, onder wie koningin Beatrix.
Zijn werk is figuratief en hevig beïnvloed door zijn leraar Jan Bronner en diens opvatting over "kunst in dienst van de samenleving". Vroeg werk was dan ook vooral beeldhouwwerk als ornament aan gebouwen, met duidelijke Amsterdamse School invloeden. Later concentreerde d'Hont zich meer op het vrijstaand ruimtelijke beeld. Waarbij hij de beelden niet langer polijst, maar de structuur van de klei tot onderdeel maakt van de expressieve kracht van het beeld.

## Biografie
Pieter d'Hont werd geboren in een gezin van vijf kinderen. Zijn vader was timmerman en bracht Pieter de liefde bij voor ambachtelijk handwerk, daarnaast was zijn vader ook begenadigd tekenaar. Zijn moeder was de dochter van een boerenfamilie en heeft nog enige tijd geposeerd voor schilder Jacobus van Looy. Na Hilversum verhuisde het gezin naar Tilburg en aantal jaren later weer naar Utrecht.
Pieter ging op aandringen van zijn ouders in de leer bij Willem van Leusden, Willem van Kuilenburg en Jan van Uffelen. Toen Pieter aangaf naar de kunstacademie te willen, stonden zijn ouders dan ook niet direct negatief tegenover deze wens. Hij werd aangenomen bij de Rijksakademie van Beeldende Kunsten in Amsterdam en kreeg les van Jan Bronner, met wie hij een lange vriendschapsband opbouwde. Hij behaalde de zilveren Prix de Rome in 1940 en dit leidde tot zijn eerste opdracht, van de gemeente Utrecht. Het werd het beeld Wijsheid, dat geheel in de traditie van de Amsterdamse School, de Spinozabrug moest bekronen. Om het beeld te maken mocht Pieter d'Hont gebruikmaken van het bolwerk Manenburg aan de Stadsbuitengracht. Dit zou zijn verdere leven zijn atelier blijven.
Tijdens de Tweede Wereldoorlog waren er maar weinig opdrachten en hield hij zich bezig met portretten. Ook had hij Marius van Beek als onderduiker in zijn atelier opgenomen. Na de oorlog kreeg hij veel kleine toegepaste opdrachten zoals gevelstenen en grafmonumenten. In 1948 trouwde hij met schilderes Anneke Jansen (zij scheidden in 1956). Hij werd lid van het Utrechtse Genootschap Kunstliefde en van de Nederlandse Kring van Beeldhouwers. Rond die tijd kwam hij ook in contact met grotere opdrachtgevers uit het bedrijfsleven, zoals Bernard Johan Kerkhof en Jan M. Fentener van Vlissingen, en werd hij lid van de Rotary. Andere grote opdrachten volgden, zoals voor de Jaarbeurs (inmiddels gesloopt), het fronton aan het stadhuis en de reliëfs aan het kantoor van de SHV, met als hoogtepunt de reliëfs voor het RIVM. Dit was zo'n enorm project dat hij de hulp inriep van Arie Teeuwisse. Een samenwerking die geheel geïnspireerd was op het "kunst voor de samenleving"-principe en Pieters liefde voor het ambachtswerk, zoals in de middeleeuwen, toen meerdere beeldhouwers werkten aan één opdracht.
Na dit werk kwam Pieter onder invloed te staan van een nieuw gezichtspunt in de beeldhouwkunst: het vrijstaande beeld dat niet per se opging in zijn omgeving. Voorbeelden hiervan zijn Vrouw met de stola en Anne Frank. De portretkunst bleef een andere bron van inkomsten, waarmee hij bijna landelijke bekendheid verwierf: in eerste instantie vooral mensen uit het bedrijfsleven, maar later ook uit de wetenschappelijke wereld, nadat hij was hertrouwd met Silvie Kögl, dochter van chemicus Fritz Kögl. In de jaren zestig kreeg hij zijn eerste solotentoonstelling en internationale erkenning doordat hij in opdracht van uitgeverij Bruna een beeld van de fictieve commissaris Maigret mocht maken. Dit wekte Franse interesse  en hierdoor kon hij in 1967 in Parijs exposeren. Tevens heeft hij in deze jaren het beroemde beeldje van Thomas Alva Edison voor het Grand Gala du Disque gecreëerd, de fontein in Zwijndrecht en de enorme, massieve Bizon voor Koninklijke Wegenbouw Stevin.
Zo voorspoedig als de jaren zestig waren, zo moeizaam verliep het daaropvolgende decennium. Hij moest zich terugtrekken uit verschillende verenigingen omdat hij er geen tijd meer in kon steken en zijn huwelijk met Silvie Kögl liep ook op de klippen. In de jaren tachtig maakte hij nog enkele monumentale werken, zoals Jan Pieterszoon Koppelstock in Brielle. Op 24 april 1997 werd er een overzichtstentoonstelling geopend van zijn werk van de laatste tien jaar - zijn laatste tentoonstelling -, waar ook koningin Beatrix aanwezig was. Bij deze gelegenheid werd hij benoemd tot Ridder in de Orde van de Nederlandse Leeuw. Enkele maanden later overleed hij.

## Werk in de openbare ruimte
Alphen aan den Rijn
- Stier (1986), Prins Bernardlaan

Amersfoort

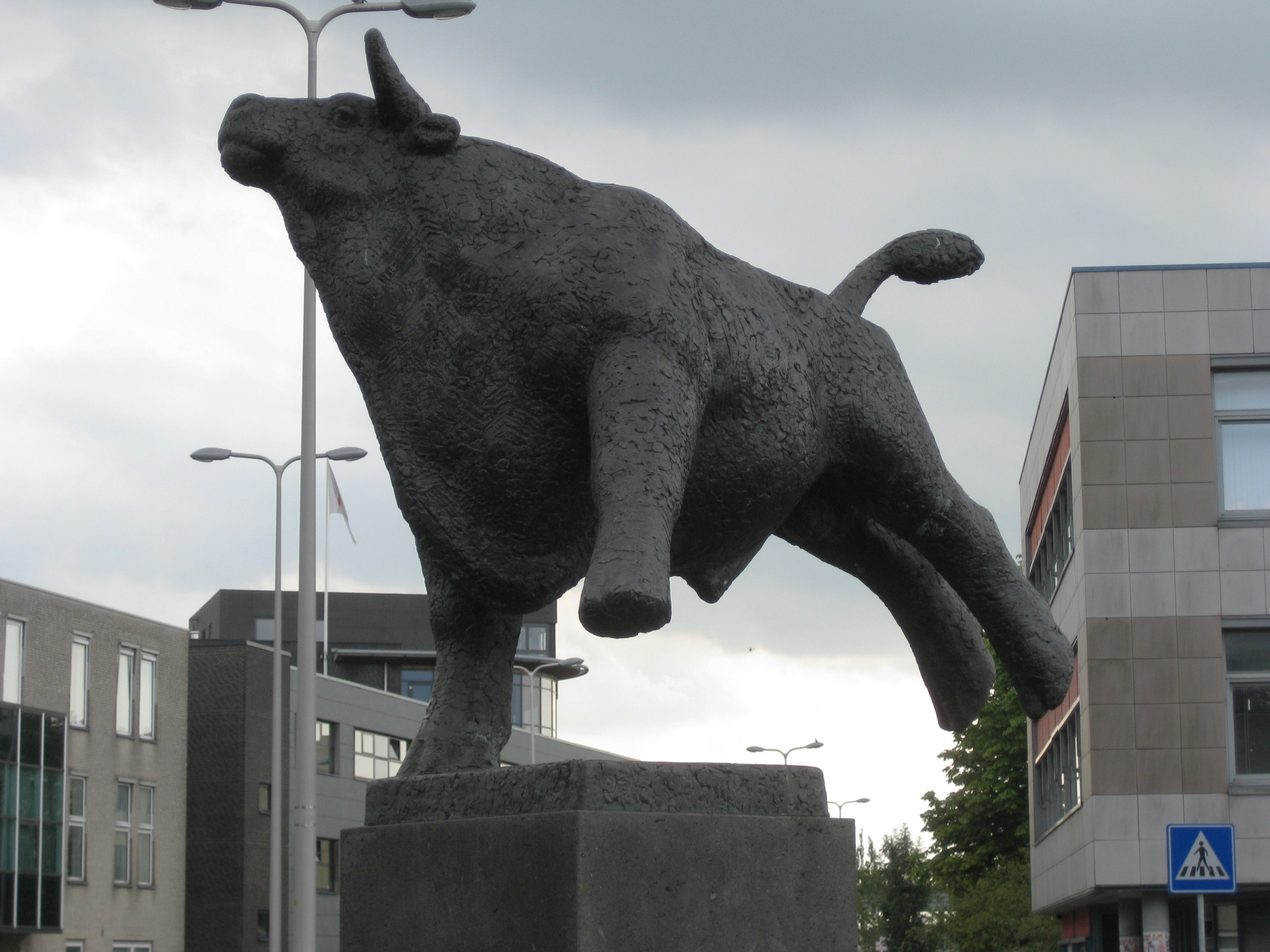
Stier, 1986, Alphen aan den Rijn

Beursmannetje, 1966, Amsterdam, Damrak

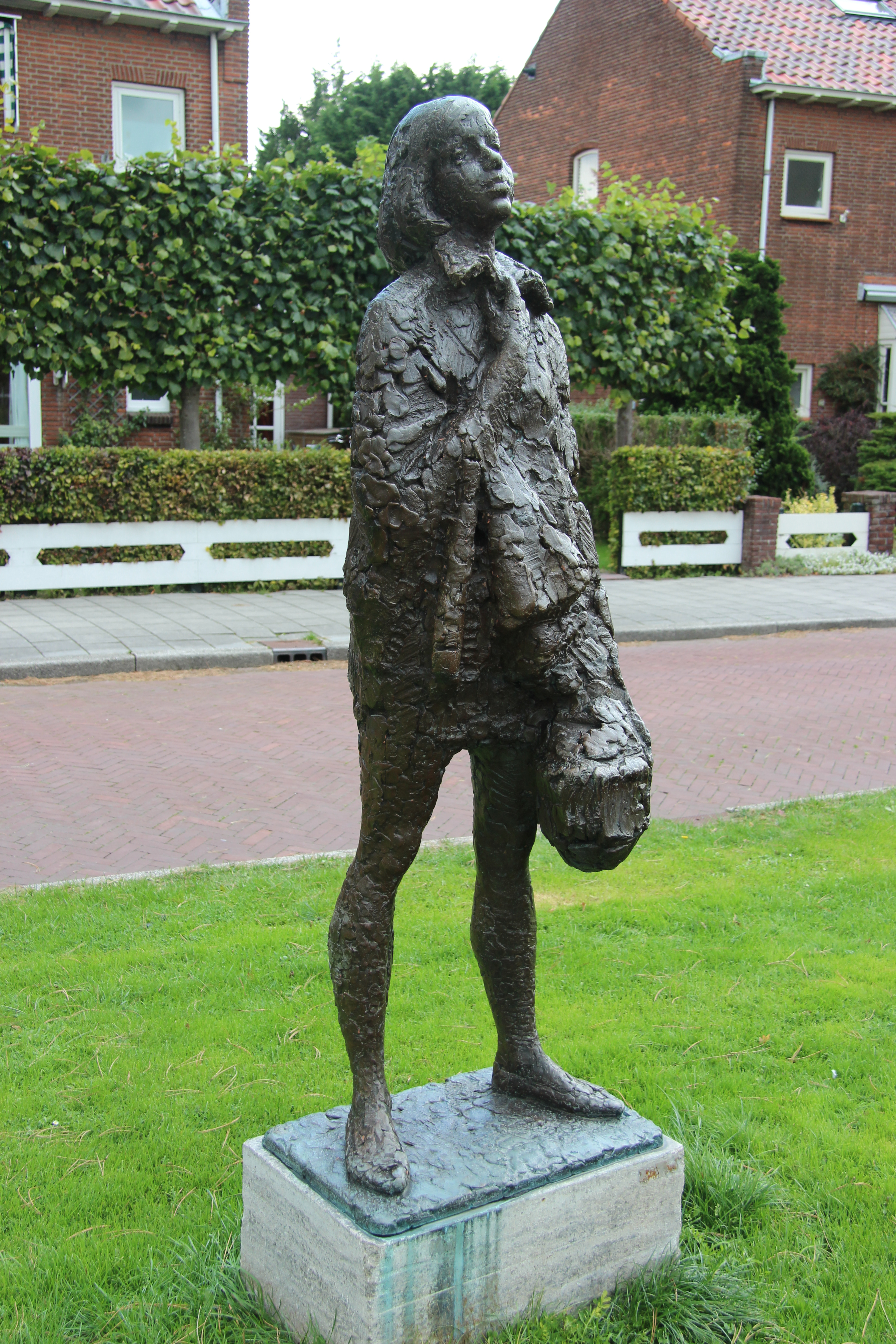
Tiener, 1969, Oegstgeest

- Het paard en de ezel (1957), Stadhuisplein, Gemeentelijke Dienst Sociale Zaken
- Jan van Gulik (1980), voormalige locatie Lichtenberg - onderdeel van Meander Medisch Centrum

Amstelveen
- Concentratie (1964), William Boothlaan

Amsterdam
- Gerrit Rietveld (1965), Keizersgracht, Bond van Nederlandse Architecten
- Vrouw met stola (basis 1966; tweede serie 1976), Spui
- Krantenlezende man, beter bekend als Beursmannetje (1966), Prins Bernhardplein, Het Financieele Dagblad
- Leo Jaller (1968), Rokin, Arti et Amicitiae
- Henri A.H. Sijthoff (1981), Weesperstraat, Het Financieele Dagblad

Apeldoorn
- Manenschaap (1969), J.F. Kennedylaan, Pensioen- en Verzekeringskamer; verhuisde na de fusie met DNB naar Amsterdam

Assen
- Marskramer (1983), Gedempte Singel

Baarn
- N. Janssen (1957), Medisch Centrum Molendael - onderdeel van Meander Medisch Centrum
- Drinkend Paard (1984), Brink

Bergen op Zoom
- Koningin Beatrix (1981), Raadhuis

Bilthoven
- Geschiedenis van de westerse gezondheidszorg (ism Arie Teeuwisse) (1979), RIVM
- Vrouw met stola (1966), RIVM
- Europa en de stier (1992), EFBQ aan de Wagnerlaan

Brielle
- Jan Pieterszoon Coppelstock (1987), Slagveld

Burgh-Haamstede
- Ingang Nederlandse Hervormende Kerk (1949)

Bussum
- Jongen met hoed of De Flierefluiter (1982), Vlietlaan/Eslaan

Dalfsen
- Manenschaap (1978), Tempelhof

De Bilt
- Grondwerker (1955), De Holle Bilt, Grondmij

De Glind
- R.W.J. Rudolph (±1952), Rotonde

Delfzijl

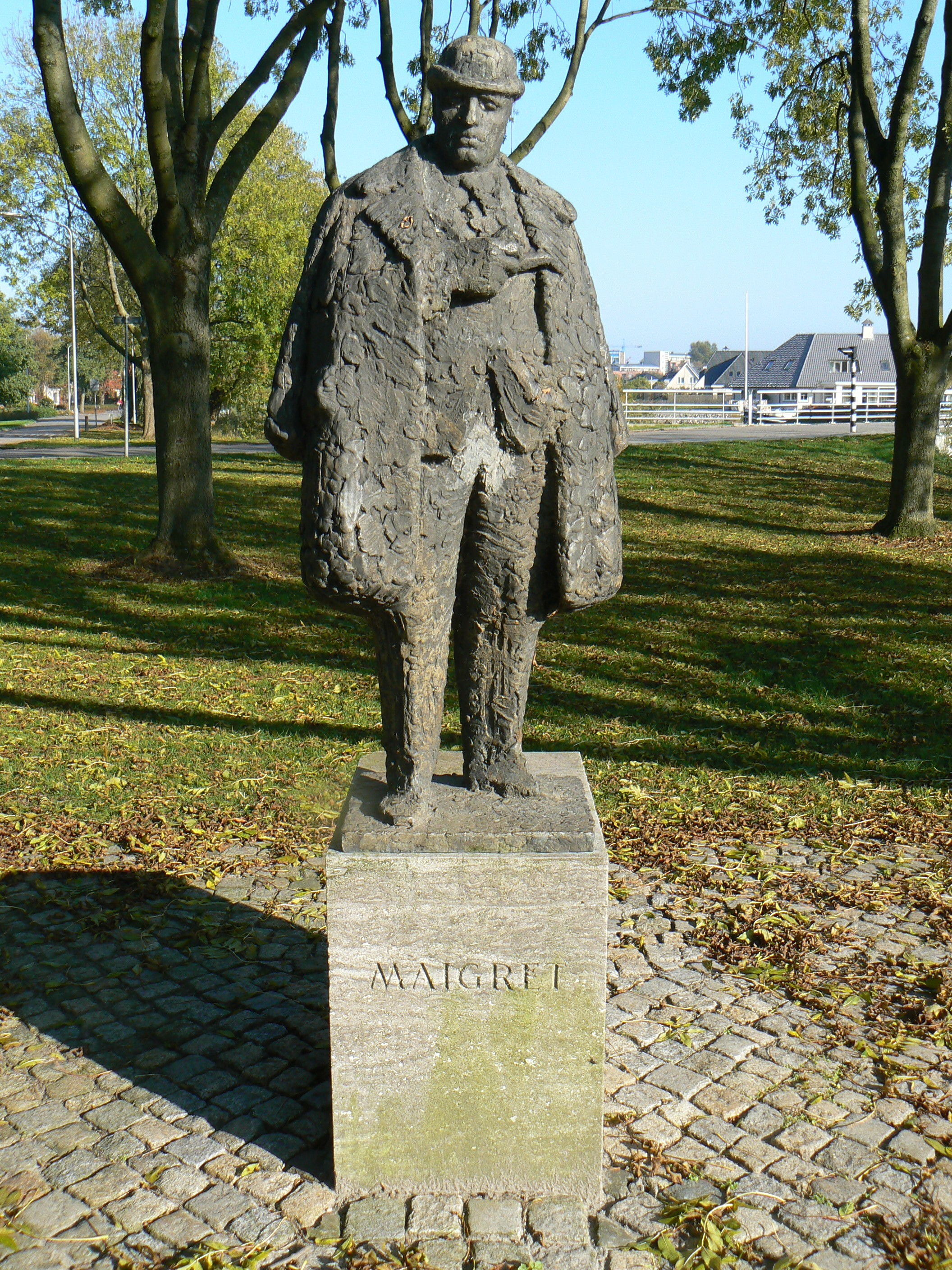
Maigret in Delfzijl. Onthuld in 1966 door de geestelijke vader Georges Simenon.

- Maigret (1966), tegenover het station

Den Dolder
- Vrouw met stola (1966), Willem Arntz Stichting

Den Haag
- Stadsplanning, Sport, Kunst, Gezondheid (1968), Vijverberg, Aan de gevel van de Bank voor Nederlandsche Gemeenten
- J.H. van Royen, Bezuidenhoutseweg, Ministerie van Buitenlandse Zaken

Deventer
- Europa en de stier (1963), Rijsterborgherpark

Doorn
- Simon Vestdijk (1972), Gemeentehuis

Gouda
- Kinderfiguurtje (1958), n.a.v. 100-jarig bestaan van de Stearine Kaarsenfabriek

Groningen
- Europa en de stier (1964), Laan van Corpus den Hoorn, Nederlandse Gasunie

Haarlem
- Beteugeling van het verkeer (1962), Delftlaan/Jan Campertstraat

Heemstede
- Kind met lam en kat (1957), De Cruquishoeve, Inst, van Epilepsiebestrijding Meer en Bosch

's-Hertogenbosch
- Koningin Juliana (1969), Brabantlaan 1, Provinciehuis Noord-Brabant

Hilversum
- Gezin (1964), Johan Gerardsweg
- Mens en dier (1969), Bisonlaan, Comenius College
- Drinkend paard (1983), Violenschool

Hoofddorp
- Koningin Beatrix (1981), Raadhuis

Houten
- H.M. Bruna (1963), Meidoornkade, Bruna BV
- Dartelend Stiertje (1988), Bejaardentehuis aan de Kloostergaarde

IJsselstein
- Jonas in de walvis (1963), Verzorgingstehuis Mariënstein aan de Benschopperweg

Kerkrade
- Man en kind (1982), Schaesbergerstraat
- Drinkend paard (1984), Kasteel Erenstein
- Gesprek (1980), Sint Hubertuslaan
- Kind op kermispaard (1986), Kapellaan

Koog aan de Zaan
- Vrouw met Stola (1966), Koogerpark

Landgraaf
- Os (1986), Tunnelweg

Leiden

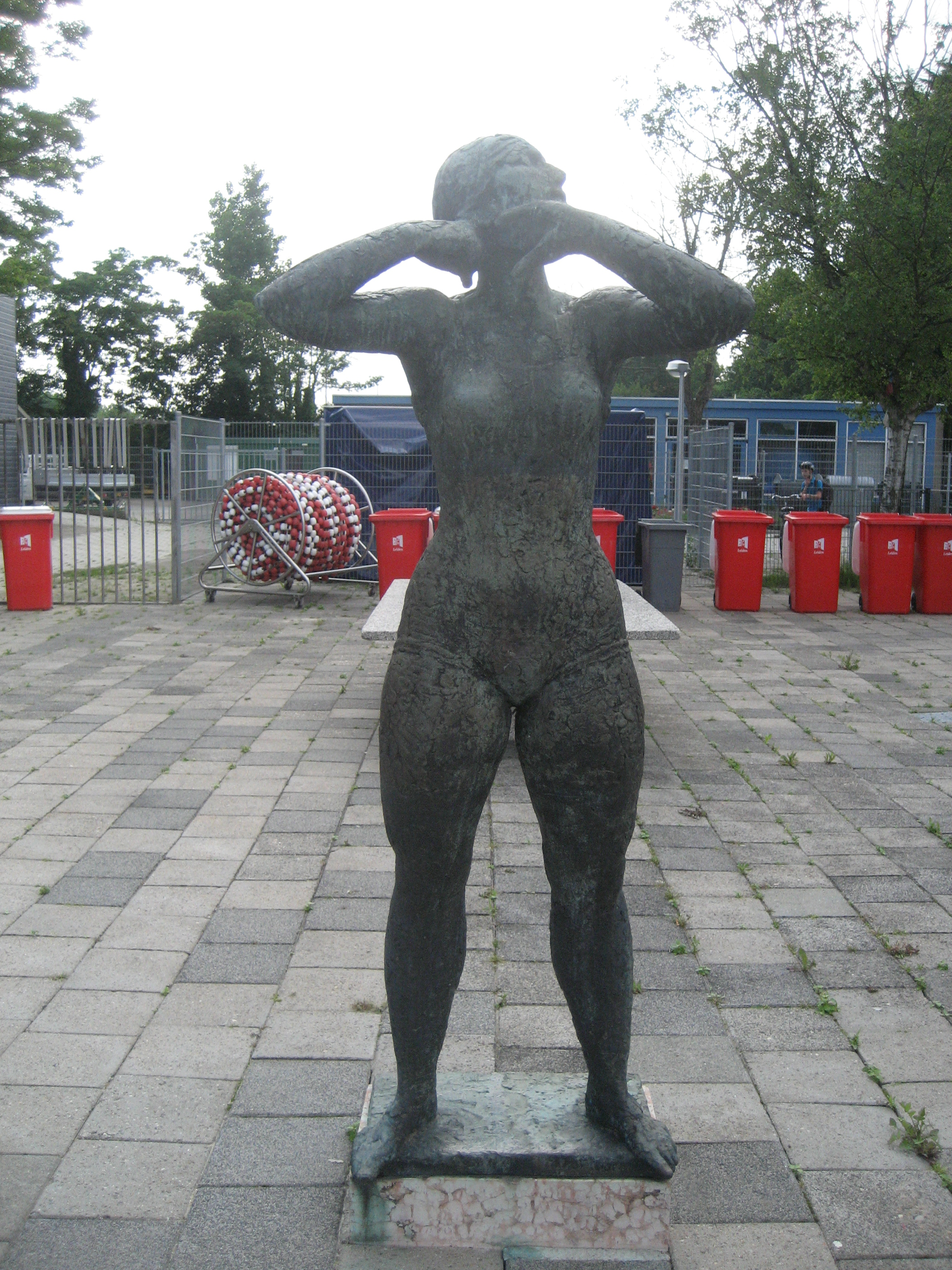
Zwemster in Leiden

- Minerva die de domheid afweert (1965)[1], Breestraat, Sociëteit Minerva
- Zwemster (1967), Zwembad de Vliet aan de Voorschoterweg

Maarsbergen
- Golfer (1989), Golfclub Anderstein

Nieuwegein
- prof. dr. J. Swieringa (1977), St. Antoniusziekenhuis

Nijmegen
- Gedenksteen gevallen politiefunctionarissen '40-'45 (1946), Politiebureau Mariënburg
- De barmhartige Samaritaan (1949), Mathonsingel, Ned. Herv. Gemeenten
- W.F.W. van der Wagt (1959), Bejaardenhuis Doddendaal aan de Parkdwarsstraat
- Prof. dr. H.J.G. Wijers (1965), Inst. v. Pathologische Anatomie aan het Geert Grooteplein
- Gesprek (1966), Archipelstraat/Molukkenstraat
- Vrouw met stola (1966), Stadsschouwburg
- Ponyrijden (1967), Mariënburg

Oegstgeest
- Tiener (1969), Marelaan

Olst
- Figuur met vogel (1989), Kerkplein

Renkum
- Koningin Beatrix (1982), Raadhuis

Rhoon
- Vrouw met stola (1966), Lijsterlaan/Zwaluwlaan

Rotterdam
- de versieringen aan de wijzerplaat van de klok van het voormalige SHV-gebouw aan de Westerkade

Terwinselen
- Gesprek (1966), Dr. Nolensstraat/Piusstraat

Tilburg
- Madame Robert (1972), Koningsvoorde
- Ochtend (1973), Katholieke Hogeschool
- Mr. J.H. de Pont (1975), Museum De Pont in het Wilhelminapark

Utrecht

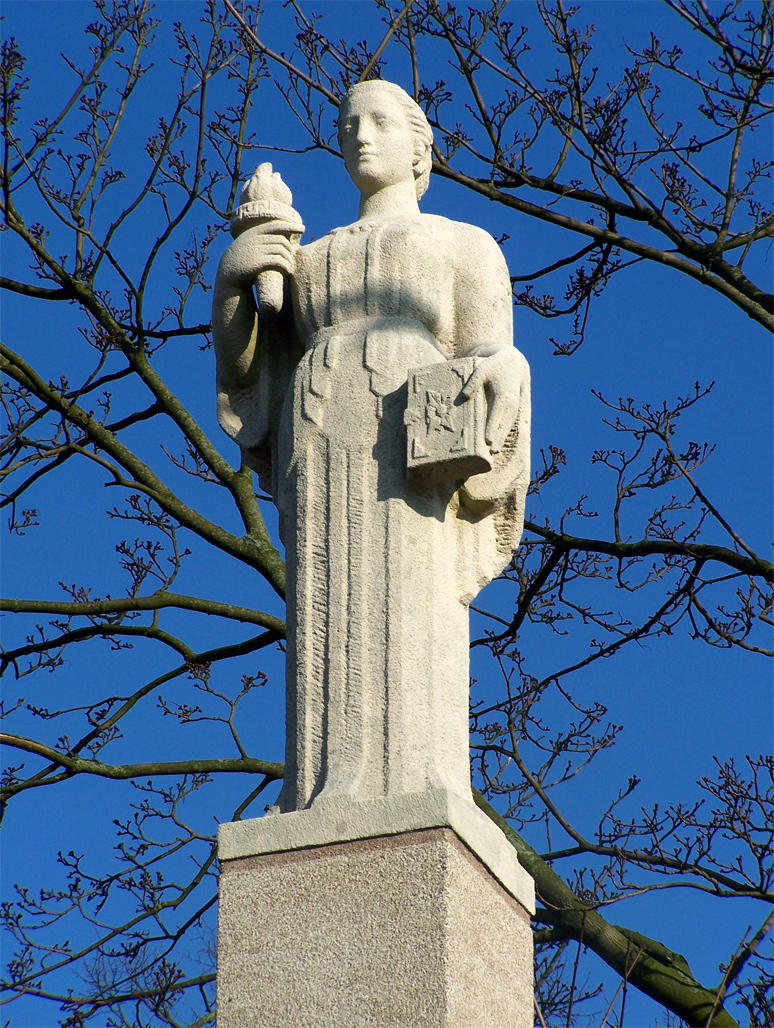
Wijsheid, een van zijn eerste werken. Het beeld was al in 1943 klaar, maar werd pas in 1951 aan de Spinozabrug in Utrecht geplaatst.

- Doopvonten in de Geertekerk (1952), Jacobikerk (1960), Marcuskerk (1956)
- Koeslachting (1948), Reliëf aan muur van voormalige slager aan de Adriaen van Ostadelaan
- Boris Pasternak (1962), A.W. Bruna en Zns aan de Atoomweg
- Maigret (1965), A.W. Bruna en Zns aan de Atoomweg
- Bizon (1968), Kon. Wegenbouw Stevin aan de Beneluxlaan
- Dr. M.L. Muller (1977), Diakonessenhuis aan de Bosboomstraat
- H. van Wessem (1952), Hoofdkantoor Van Gend en Loos aan de Catharijnesingel
- Jhr. dr. Marie Louis van Holthe tot Echten (1959), Academiegebouw aan het Domplein
- Mr. C.Th.E. Graaf van Lynden van Sandenburg (1972), Academiegebouw aan het Domplein
- Kind met lam (1952), Basisschool De Notenboom aan de Notebomenlaan (Sterrenwijk)
- Bizon (1968), Bestuursgeb. Universiteit Utrecht aan de Heidelberglaan
- De oogchirurg prof. drs. R.W.J.N. Hoppenbrouwers (1989), in opdracht van zijn oud-leerlingen uit het Ooglijdersgasthuis te Utrecht, thans Universitair Medisch Centrum Utrecht aan de Heidelberglaan
- Drs. J.W. Janssen (1980), Crediet- en Effectenbank aan het Herculesplein
- Prins Willem-Alexander (1994), Prins van Oranjehal (Jaarbeurs Utrecht) aan het Jaarbeursplein
- wapen prinses Beatrix (1949), Beatrixhal (Jaarbeurs Utrecht) aan het Jaarbeursplein
- Anne Frank (1960), Janskerkhof
- Herdenkingsreliëf School voor de Grafische vakken (1947), Vaktechnisch Lyceum aan de Jutfaseweg
- Meisje met schooltas (1958), Jongen met hockeystick (1958), Symbolen van de vier evangelisten (Mattheüs, Marcus, Lucas en Johannes) (1958), ingang van de Dr. F.H. de Bruijnelyceum aan de Koningsbergerstraat
- Wijsheid (1943), Spinozabrug
- Schilderes en beeldhouwer (1946), woonhuis Manenburg
- Ridder op wacht (1946), woonhuis Manenburg
- G.A. Wellen (1989), St. Kerkelijk kunstbezit in Nederland aan het Mariahoek
- Energiewinning, Rijnvaart, Mijnbouw (1960), reliëfs aan de zijkant van het SHV-kantoor aan de Mariaplaats
- 400 jaar Unie van Utrecht: Verleden en Heden (1979), ABN AMRO-gebouw aan de Neude. Het middenstuk is van Arie Teeuwisse
- Koningin Wilhelmina (1948), Wilhelmina Kinderziekenhuis
- Prof. dr. A. Ten Bokkel Huinink (1955), Wilhelmina Kinderziekenhuis
- Prof. dr. H.A. Weijers (1973), Wilhelmina Kinderziekenhuis
- Ir. F.E.D. Enschedé (1973), Wilhelmina Kinderziekenhuis
- Gevelsteen Den Gulde Coppe (1948), Oudegracht 157
- Het ambacht van de smid (1948), Smeebrug
- Trijn van Leemput (1955), Zandbrug (tot 1995 aan de Bakkerbrug)
- Prof. dr. Fritz Kögl, Padualaan 8
- Prof. dr. Hugo R. Kruyt (1995), hal van het H.R. Kruytgebouw, Padualaan 8
- Ochtend (1971), Jan van Lingtuin bij de Lauwerechtbrug
- Man en kind (1985), Park Transwijk
- Koningin Beatrix (1981), Provinciehuis
- J.M Fentener van Vlissingen (1972), SHV kantoor aan de Rijnkade
- Merrie met veulen (1970), Sint Jacobsstraat
- C. Houttuin (1954), Allweiler Houttuin pompen aan de Sophialaan
- Dame met waterkruik (1969), Allweiler Houttuin pompen aan de Sophialaan
- Meisje op draaimolenpaard (1986), Stadhuisbrug
- Drs. M.W.M. Vos-van Gortel (1993), Stadhuis
- Fronton (1957), Stadhuis
- Wapen van de stad Utrecht (1950), Stadhuis
- Koningin Juliana (1950), Stadhuis
- Prof. dr. J. Jongbloed (1965), Fysiologisch lab. aan de Vondellaan
- Sluitsteen (1948), Voorstraat 52 (voormalig Reisbureau)
- Peter Schat (1981), Muziekcentrum Vredenburg
- Gedenksteen Tweede Wereldoorlog (1949), Kamer van Koophandel in de Waterstraat
- Gedenksteen Edelsmidse Brom, Drift 15

Vianen
- Paard (1988), Voorstraat

Yerseke
- dr. J.G. van Klinkenberg (1947), Groene Kruisvereniging "Ziekenzorg" aan de Bernardstraat
- Moeder en kind (1947), Groene Kruisvereniging "Ziekenzorg" aan de Bernardstraat
- Baby op weegschaal (1947), Groene Kruisvereniging "Ziekenzorg" aan de Bernardstraat

Zeist
- Persephone (1952), Gerolaan
- dr. M. van Eekelen (1967), TNO aan de Utrechtseweg
- Kardinaal Alfrink (1976), Diocesaan pastoraal centrum De Dijnselburg

Zoetermeer
- Drie directeuren (±1954), Van Kempen & Begeer

Zwolle
- Koningin Beatrix (1981), Provinciehuis Overijssel

Zwijndrecht
- Planten, Wieden, Oogsten (1960), Willem van Oranjelaan
- Arbeid, Geloof, Kunst, Wetenschap, Leven (1967), fontein op de rotonde Koninginneweg
- Gesprek (1966), Develpark
- Bizon (1968), Zwanendrift
- Jongen (of Sebastiaan) met hoed (1980), Maaspad